# Parnara
Genre
Le genre Parnara regroupe des lépidoptères (papillons) de la famille des Hesperiidae et de la sous-famille des Hesperiinae.

## Dénomination
Ils ont été nommés Parnara par Frederic Moore en 1881.
Synonyme : Baorynnis Waterhouse, 1932.

## Liste des espèces
- Parnara amalia (Semper, [1879]) ;
- Parnara apostata (Snellen, [1880]) ;
  - Parnara apostata apostata
  - Parnara apostata debdasi Chiba et Eliot, 1991 ; au Népal.
  - Parnara apostata hulsei Devyatkin et Monastyrskii, 1999 ;
- Parnara bada (Moore, 1878) ; présent au Vietnam.
- Parnara batta Evans, 1949 ; dans le sud-est de la Chine.
- Parnara ganga Evans, 1937 ; présent au Vietnam.
- Parnara guttatus (Bremer et Grey, [1852])
  - Parnara guttatus mangala (Moore, [1865])
  - Parnara guttatus ormuzd' ' (Grum-Grshimailo, 1888)
- Parnara kawazoei Chiba et Eliot, 1991 ; présent aux Philippines.
- Parnara marchalii (Boisduval, 1833)
- Parnara monasi (Trimen, 1889) ;
- Parnara naso (Fabricius, 1798)
  - Parnara naso naso présent en Afrique.
  - Parnara naso bigutta Evans, 1937 ;
  - Parnara naso poutieri (Boisduval, 1833) présent à Madagascar.
- Parnara ogasawarensis Matsumura, 1906.

### Source
- (en) funet